# Epidromia rotundata
Epidromia rotundata là một loài bướm đêm trong họ Erebidae.